# Naissance en 921
Naissance
- 917
- 918
- 919
- 920
- 921
- 922
- 923
- 924
- 925

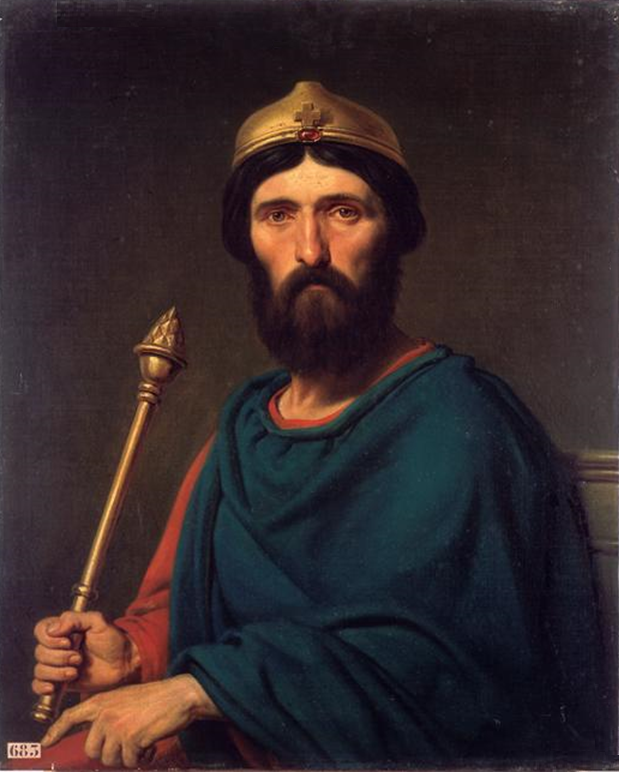
Louis IV, né en 921.

Cette page dresse une liste de personnalités nées au cours de  l'année 921 :
- 10 octobre : Louis IV d'Outremer, roi de France.

- Abe no Seimei, spécialiste du onmyōdō (une pratique occulte), au milieu de l'époque de Heian au Japon.
- Ōnakatomi no Yoshinobu, poète de waka du milieu de l'époque de Heian, membre de la noblesse japonaise.
- Chai Rong (en), empereur de Chine.

## Crédit d'auteurs
- Cet article est partiellement ou en totalité issu de l'article intitulé « 921 » (voir la liste des auteurs).